# Guangdong International Circuit
Guangdong International Circuit ist eine Motorsport-Rennstrecke zwischen Zhaoqing und Sanshui city in der chinesischen Provinz Guangdong. Der Kurs liegt in der Stadt Zhuyaogang, ca. 3 km nördlich der Mündung des Suijiang Rivers in den Beijiang Rivers. Die beiden Metropolen Macau und Hongkong sind etwa 120 km bzw. 140 km südwestlich entfernt.

## Zulassung

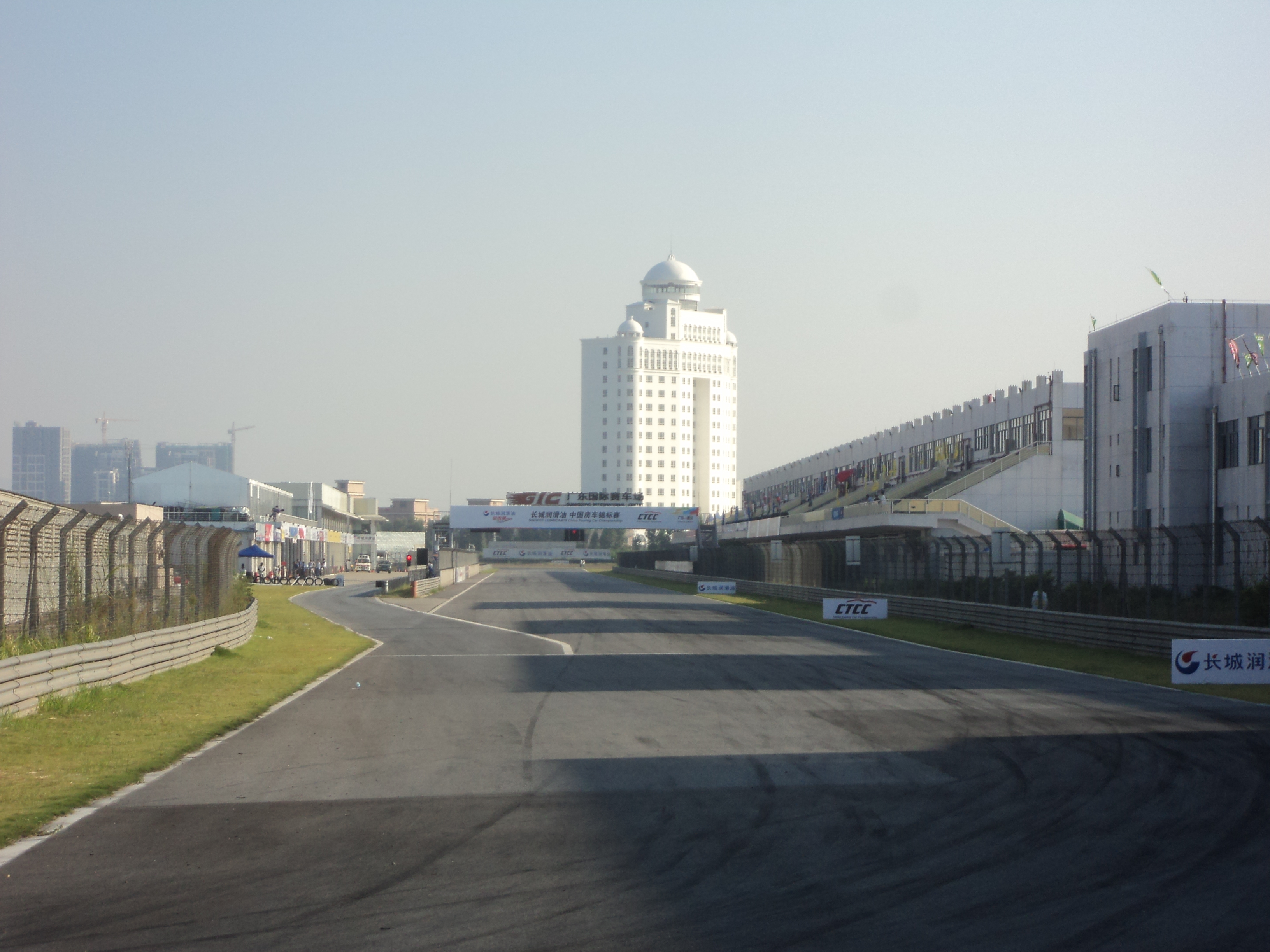
Start-Ziel-Gerade des Guangdong International Circuit

Die Strecke wurde im Dezember 2009 als fünfte permanente Rennstrecke Chinas eingeweiht und ist die zweite permanente Strecke nach dem Zhuhai International Circuit in der Provinz Guangdong. Entworfen hat sie die chinesische Architektin Qiming Yao.
Die Strecke ist für die FIA-Stufe III zugelassen, entsprechend sind Veranstaltungen für die Formel 3, A1GP oder WTCC erlaubt.

## Streckenbeschreibung
Die Strecke ist 2,8 km lang und besteht aus einer 718 m langen Start-und-Ziel-Geraden, einer Gegengerade, 4 Links- und 9 Rechtskurven.

## Veranstaltungen

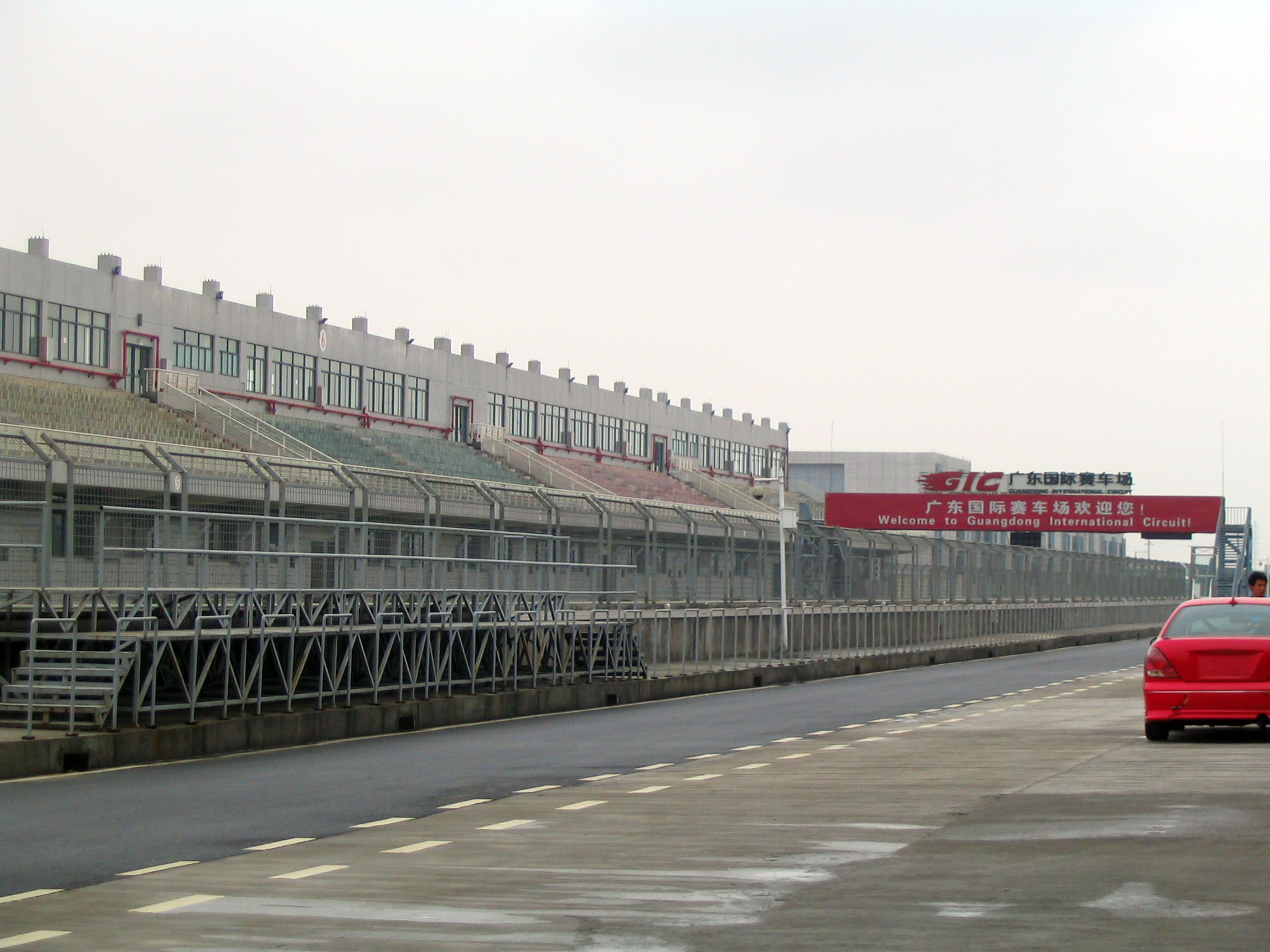
Boxengasse des Guangdong International Circuit

Die Strecke wird regelmäßig von der chinesischen Tourenwagen-Meisterschaft und der chinesischen Superbike-Meisterschaft besucht. Weitere regionale Serien die dort antreten sind die Hong Kong Touring Car Series, sowie aktuell die streckeneigene GIC-Touringcar Open und die "Let´s Race" Serie.
Am 16.–20. Dezember 2017 wurde ein 100-Stunden-Tourenwagenrennen auf der Strecke veranstaltet. 20 Teams nahmen mit Wagen der Marken Audi, BAC, BAIC, BMW, Buick, BYD, ChangAn, Chery, FAW, Ford, Geely, Honda, Mazda, Mercedes, SAIC, Toyota, und Zotye teil.